# Pier Giovanni Donini
Pier Giovanni Donini (Trento, 31 maggio 1936 – Roma, 21 maggio 2003) è stato uno storico italiano specializzato nel Vicino Oriente moderno e contemporaneo.
Laureato in Economia e Commercio con Federico Caffè, Donini (nipote di Ambrogio Donini) s'era presto interessato delle problematiche del Vicino e Medio Oriente e s'era voluto diplomare all'Istituto Italiano per il Medio ed Estremo Oriente (IsMEO) di Roma in Lingua persiana per poter attingere di prima mano alle fonti storiche di quel Paese, la cui lunga e complessa storia lo rende assai simile all'Italia nel contesto dei paesi dell'Europa cristiana quanto a complessità della vita urbana e quanto a numero di dominazioni e dinastie che sul suo suolo hanno operato per numerosi secoli.
Docente nell'Università degli studi "Ca' Foscari" di Venezia e, dal 1987, dell'Università degli studi di Napoli "L'Orientale" (allora Istituto Universitario Orientale di Napoli, Pier Giovanni Donini aveva lavorato in precedenza a lungo nel campo dell'editoria ed era stato prestigioso redattore della rivista Oriente Moderno, edita dall'Istituto per l'Oriente di Roma.
A Venezia Donini fu nella Facoltà di Lingue e Letterature Straniere professore incaricato di Geografia del Vicino e Medio Oriente, per poi passare a insegnare Storia politica e delle istituzioni del Vicino Oriente fino al 1986-87. Trasferitosi quindi a Napoli, insegnò a Scienze Politiche Storia dell'Iran e dell'Asia Centrale, dove le sue conoscenze linguistiche avevano modo di essere pienamente messe a frutto, conoscendo perfettamente Donini (oltre all'inglese che aveva appreso sui banchi scolastici a Londra, dove suo padre dirigeva l'Istituto Italiano di Cultura) anche la lingua russa.
Insegnò con continuità (per affidamento) Storia dell'Africa mediterranea e del Vicino Oriente nella medesima Facoltà dell'Ateneo napoletano.
Fu a lungo e proficuamente nel Consiglio d'Amministrazione dell'Istituto per l'Oriente Carlo Alfonso Nallino di Roma e curò una serie di pubblicazioni - in Italia e in Gran Bretagna - affrontando tra gli altri il delicato tema delle numerose minoranze che vivono nel mondo islamico.

## Pubblicazioni
- I paesi arabi, Roma, Editori Riuniti (collana Libri di base), 1983
- Le minoranze nel Vicino Oriente e nel Maghreb, Salerno, La Veglia, 1985
- Le comunità ebraiche nel mondo, Roma, Editori Riuniti, 1988
- Arab Travellers and Geographers, Londra, Immel, 1991
- Le minoranze, Milano, Jaca Book, 1998
- Il mondo arabo-islamico, Roma, Edizioni Lavoro (collana Islam, Popoli e culture), 1995
- Il mondo islamico. Breve storia dal Cinquecento a oggi, Roma-Bari, Laterza, 2003